# New York Cosmos 1972
Questa voce raccoglie le informazioni riguardanti i New York Cosmos nelle competizioni ufficiali della stagione 1972.

## Stagione
Trasferitisi allo Hofstra Stadium di Long Island all'inizio della stagione, al termine della regular season della NASL i Cosmos risultarono primi sia nella propria divisione sia nella classifica complessiva, avendo quindi accesso ai playoff. Eliminando il Dallas Tornado in semifinale e prevalendo infine nella finale contro il St. Louis Stars, la squadra vinse il suo primo titolo nazionale.

## Maglie e sponsor
Lo sponsor tecnico per la stagione 1972 è DenKen Soccer; vengono aggiunti i bordi gialli e il colletto a girocollo..
| Manica sinistra · Manica sinistra · Maglietta · Maglietta · Manica destra · Manica destra · Pantaloncini · Calzettoni | Manica sinistra · Manica sinistra · Maglietta · Maglietta · Manica destra · Manica destra · Pantaloncini · Calzettoni |  |

## Rosa
| N. |                        | Ruolo | Calciatore       |
| -- | ---------------------- | ----- | ---------------- |
| 0  | Inghilterra (bandiera) | P     | Richie Blackmore |
| 1  | Ghana (bandiera)       | P     | Emmanuel Kofie   |
| 2  | Inghilterra (bandiera) | D     | Barry Mahy       |
| 3  | Scozia (bandiera)      | D     | Charlie McCully  |
| 4  | Stati Uniti (bandiera) | D     | Werner Roth      |
| 5  | Germania (bandiera)    | D     | Robert Neubauer  |
| 6  | Canada (bandiera)      | C     | John Kerr        |
| 7  | Brasile (bandiera)     | A     | Chinesinho       |
| 8  | Israele (bandiera)     | A     | Reuven Young     |
| 9  | Spagna (bandiera)      | A     | Helenio Herrera  |
| 9  | Stati Uniti (bandiera) | A     | Paul LeSueur     |

| N. |                              | Ruolo | Calciatore        |
| -- | ---------------------------- | ----- | ----------------- |
| 10 | Cecoslovacchia (bandiera)    | A     | Josef Jelínek     |
| 11 | Brasile (bandiera)           | A     | Jorge Siega       |
| 14 | Stati Uniti (bandiera)       | C     | Stan Startzell    |
| 15 | Stati Uniti (bandiera)       | C     | Siegfried Stritzl |
| 16 | Bermuda (bandiera)           | A     | Randy Horton      |
| 17 | Ghana (bandiera)             | A     | Wilberforce Mfum  |
| 19 | Polonia (bandiera)           | D     | Karol Kapciński   |
| 20 | Trinidad e Tobago (bandiera) | A     | Everald Cummings  |
| 22 | Polonia (bandiera)           | D     | Dieter Zajdel     |
| 24 | Inghilterra (bandiera)       | D     | Gordon Bradley    |

## Calciomercato
| Acquisti | Acquisti         | Acquisti          | Acquisti      |
| R.       | Nome             | da                | Modalità      |
| -------- | ---------------- | ----------------- | ------------- |
| P        | Richie Blackmore | Walsall           |               |
| D        | Robert Neubauer  | San Lorenzo       |               |
| D        | Werner Roth      | German-Hungarian  |               |
| C        | John Kerr        | Washington Darts  |               |
| C        | Stan Startzell   |                   |               |
| C        | Dieter Zajdel    | Górnik Wałbrzych  |               |
| A        | Chinesinho       | Lanerossi Vicenza |               |
| A        | Everald Cummings | Atlanta Chiefs    |               |
| A        | Helenio Herrera  |                   |               |
| A        | Josef Jelínek    | Veracruz          | fine prestito |
| A        | Paul LeSueur     |                   |               |
| A        | Reuven Young     | Hapoel Haifa      | prestito      |

| Cessioni | Cessioni                | Cessioni            | Cessioni      |
| R.       | Nome                    | a                   | Modalità      |
| -------- | ----------------------- | ------------------- | ------------- |
| P        | Konrad Kornek           |                     | fine carriera |
| P        | Alan O'Neill            |                     |               |
| D        | Frank Donlavey          | Miami Gatos         |               |
| D        | Rudolph Pearce          | New York Hota       |               |
| D        | Jan Steadman            |                     | fine carriera |
| D        | John Young              |                     | fine carriera |
| C        | Kyriakos Fitilis        | New York Greeks     |               |
| C        | Lolos Hasekidis         | N.Y. Greek American |               |
| C        | Horst Meyer             | New York Hota       |               |
| A        | Jaime Delgado           | Miami Gatos         |               |
| A        | Georges Chardin Délices | Elizabeth S.C.      |               |
| A        | Ernie Hannigan          | New Jersey Brewers  |               |
| A        | Andrew Mate             |                     | svincolato    |
| A        | Maurizio Minieri        |                     |               |
| A        | Radi Mitrović           |                     |               |
| A        | Ceyhan Yazar            |                     |               |

## Risultati

### NASL

#### Regular season
| New York 7 maggio 1972 1ª giornata                                       | N.Y. Cosmos | 3 – 3 referto             | St. Louis Stars | Hofstra Stadium (7 324 spett.) |
| \| \| \| \| \| Horton Young \| Marcatori \| Frąckiewicz Sewell Geimer \| |             |                           |                 |                                |
|                                                                          |             |                           |                 |                                |
| Horton Young                                                             | Marcatori   | Frąckiewicz Sewell Geimer |                 |                                |

| Rochester 14 maggio 1972 2ª giornata               | Rochester Lancers | 1 – 1 referto | N.Y. Cosmos | Holleder Memorial Stadium (4 100 spett.) |
| \| \| \| \| \| Seissler \| Marcatori \| Stritzl \| |                   |               |             |                                          |
|                                                    |                   |               |             |                                          |
| Seissler                                           | Marcatori         | Stritzl       |             |                                          |

| New York 20 maggio 1972 3ª giornata                                     | N.Y. Cosmos | 6 – 1 referto | Miami Gatos | Hofstra Stadium (1 302 spett.) |
| \| \| \| \| \| Horton Cummings Siega Jelínek \| Marcatori \| Esgalha \| |             |               |             |                                |
|                                                                         |             |               |             |                                |
| Horton Cummings Siega Jelínek                                           | Marcatori   | Esgalha       |             |                                |

| New York 27 maggio 1972 4ª giornata                                | N.Y. Cosmos | 4 – 2 referto | Atlanta Chiefs | Hofstra Stadium (4 445 spett.) |
| \| \| \| \| \| Horton Cummings Kerr \| Marcatori \| Welch Child \| |             |               |                |                                |
|                                                                    |             |               |                |                                |
| Horton Cummings Kerr                                               | Marcatori   | Welch Child   |                |                                |

| Dallas 3 giugno 1972 5ª giornata          | Dallas Tornado | 1 – 0 referto | N.Y. Cosmos | Texas Stadium (2 157 spett.) |
| \| \| \| \| \| Carlton \| Marcatori \| \| |                |               |             |                              |
|                                           |                |               |             |                              |
| Carlton                                   | Marcatori      |               |             |                              |

| New York 18 giugno 1972 6ª giornata                     | N.Y. Cosmos | 2 – 1 referto | Toronto Metros | Hofstra Stadium (1 200 spett.) |
| \| \| \| \| \| Cummings Siega \| Marcatori \| Morais \| |             |               |                |                                |
|                                                         |             |               |                |                                |
| Cummings Siega                                          | Marcatori   | Morais        |                |                                |

| Atlanta 25 giugno 1972 7ª giornata             | Atlanta Chiefs | 2 – 0 referto | N.Y. Cosmos | Fulton County Stadium |
| \| \| \| \| \| Largie Child \| Marcatori \| \| |                |               |             |                       |
|                                                |                |               |             |                       |
| Largie Child                                   | Marcatori      |               |             |                       |

| New York 1º luglio 1972 8ª giornata         | N.Y. Cosmos | 2 – 0 referto | Montréal Olympique | Hofstra Stadium (4 571 spett.) |
| \| \| \| \| \| Kerr Mfum \| Marcatori \| \| |             |               |                    |                                |
|                                             |             |               |                    |                                |
| Kerr Mfum                                   | Marcatori   |               |                    |                                |

| Miami 8 luglio 1972 9ª giornata               | Miami Gatos | 0 – 2 referto | N.Y. Cosmos | Miami Orange Bowl (1 438 spett.) |
| \| \| \| \| \| \| Marcatori \| Horton Mfum \| |             |               |             |                                  |
|                                               |             |               |             |                                  |
|                                               | Marcatori   | Horton Mfum   |             |                                  |

| Montréal 16 luglio 1972 10ª giornata                           | Montréal Olympique | 2 – 2 referto | N.Y. Cosmos | Autostade (2 996 spett.) |
| \| \| \| \| \| Dillon Souness \| Marcatori \| Cummings Mfum \| |                    |               |             |                          |
|                                                                |                    |               |             |                          |
| Dillon Souness                                                 | Marcatori          | Cummings Mfum |             |                          |

| New York 22 luglio 1972 11ª giornata   | N.Y. Cosmos | 1 – 0 referto | Dallas Tornado | Hofstra Stadium (6 518 spett.) |
| \| \| \| \| \| Mfum \| Marcatori \| \| |             |               |                |                                |
|                                        |             |               |                |                                |
| Mfum                                   | Marcatori   |               |                |                                |

| Saint Louis 29 luglio 1972 12ª giornata   | St. Louis Stars | 1 – 0 referto | N.Y. Cosmos | Busch Memorial Stadium (4 385 spett.) |
| \| \| \| \| \| McBride \| Marcatori \| \| |                 |               |             |                                       |
|                                           |                 |               |             |                                       |
| McBride                                   | Marcatori       |               |             |                                       |

| Toronto 6 agosto 1972 13ª giornata                | Toronto Metros | 1 – 1 referto | N.Y. Cosmos | Varsity Stadium (1 255 spett.) |
| \| \| \| \| \| Medeiros \| Marcatori \| Horton \| |                |               |             |                                |
|                                                   |                |               |             |                                |
| Medeiros                                          | Marcatori      | Horton        |             |                                |

| New York 12 agosto 1972 14ª giornata                                     | N.Y. Cosmos | 4 – 1 referto | Rochester Lancers | Hofstra Stadium (4 616 spett.) |
| \| \| \| \| \| Kerr Mfum Horton Jelínek \| Marcatori \| Dell'Omodarme \| |             |               |                   |                                |
|                                                                          |             |               |                   |                                |
| Kerr Mfum Horton Jelínek                                                 | Marcatori   | Dell'Omodarme |                   |                                |

#### Fase finale
| New York 18 agosto 1972 Semifinale     | Dallas Tornado | 0 – 1 referto | N.Y. Cosmos | Hofstra Stadium (5 026 spett.) |
| \| \| \| \| \| \| Marcatori \| Kerr \| |                |               |             |                                |
|                                        |                |               |             |                                |
|                                        | Marcatori      | Kerr          |             |                                |

| Arbitro: | Scott |

|                              |           |                 |
| Horton 5’ Jelínek 86’ (rig.) | Marcatori | 52’ Frankiewicz |

## Statistiche

### Statistiche dei giocatori
| Giocatore    | NASL     | NASL   |
| Giocatore    | Presenze | Reti   |
| ------------ | -------- | ------ |
| R. Blackmore | 14+2     | -16+-1 |
| G. Bradley   | 12+2     | 0+0    |
| Chinesinho   | 1        | 0      |
| E. Cummings  | 13+1     | 5+0    |
| H. Herrera   | 1        | 0      |
| R. Horton    | 13+2     | 9+1    |
| J. Jelínek   | 14+2     | 2+1    |
| K. Kapciński | 12+2     | 1+0    |
| J. Kerr      | 14+2     | 3+1    |
| E. Kofie     | 0        | -0     |
| P. LeSueur   | 0        | 0      |
| B. Mahy      | 11+2     | 0+0    |
| C. McCully   | 7        | 0      |
| W. Mfum      | 10+2     | 5+0    |
| R. Neubauer  | 4        | 0      |
| W. Roth      | 11+2     | 0+0    |
| J. Siega     | 6        | 2      |
| S. Startzell | 3        | 0      |
| S. Stritzl   | 11+2     | 1+0    |
| R. Young     | 7+2      | 2+0    |
| D. Zajdel    | 10+2     | 0+0    |